# Vetenskapsåret 1842

## Händelser
- 21 februari - John Greenough tilldelas det första amerikanska patentet för en symaskin.
- 30 mars - Crawford Long utför den första kirurgiska operationen med bedövning (anestesi, dietyleter).
- Julius Robert von Mayer menar att mekaniskt arbete och värme är ekvivalenta. Detsamma kommer James Prescott Joule fram till året efteråt.

### Fysik
- Okänt datum - Christian Doppler beskriver dopplereffekten.[1]
- Julius Robert von Mayer menar att work och värme är likvärdiga.[2] Detta upptäcks också oberoende av James Prescott Joule, som kallar det "Mekanisk utjämning av värme".

### Medicin
- 30 mars - Crawford Long utför den första operationen med anestesi (diethylether).[3]

### Paleontologi
- Okänt datum - Richard Owen myntar termen Dinosauria. [4]

### Teknik
- 21 februari - John Greenough får  amerikansk patent på symaskiner.[5]

## Pristagare
- Copleymedaljen: James MacCullagh, irländsk matematiker.
- Rumfordmedaljen: William Fox Talbot, brittisk pionjär inom fotografin.
- Wollastonmedaljen: Leopold von Buch, tysk geolog. [6]

## Födda
- 2 februari - Julian Karol Sochocki (död 1927), polsk matematiker.
- 22 februari - Camille Flammarion (död 1925), fransk astronom.
- 8 maj - Emil Christian Hansen (död 1909), dansk mykolog och fysiolog.
- 23 augusti - Osborne Reynolds (död 1912), brittisk fysiker.
- 9 september - Elliott Coues (död 1899), amerikansk armékirurg och ornitolog.
- 20 september - James Dewar (död 1923), skotsk kemist och fysiker.
- 17 oktober - Gustaf Retzius (död 1919), svensk läkare och anatom.
- 12 november - John William Strutt, (3:e baron Rayleigh) (död 1919), brittisk fysiker, Nobelpristagare.
- 17 december - Sophus Lie (död 1899), norsk matematiker.

## Avlidna
- 15 februari - Archibald Menzies (född 1754), skotsk kirurg och botaniker.
- 28 april - Charles Bell (född 1774), skotsk kirurg, fysiolog och anatom.
- 8 maj - Jules Dumont d'Urville (född 1790), fransk sjöofficer och forskningsresande.
- 19 juli - Pierre Joseph Pelletier (född 1788), fransk kemist.
- 18 augusti - Louis de Freycinet (född 1779), fransk sjöofficer och forskningsresande i Western Australia.
- Datum okänt -  Maria Dalle Donne (född 1778), italiensk fysiker.

### Fotnoter
1. ↑  Über das farbige Licht der Doppelsterne und einige andere Gestirne des Himmels - Versuch einer das Bradleysche Theorem als integrirenden Theil in sich schliessenden allgemeineren Theorie (On the coloured light of the binary refracted stars and other celestial bodies - Attempt of a more general theory including Bradley's theorem as an integral part)
2. ↑  von Mayer, J.R. (1842) "Remarks on the forces of inorganic nature" in Annalen der Chemie und Pharmacie, 43, 233
3. ↑  Long, Tony (30 mars 2007). ”30 mars 1842: It's Lights Out, Thanks to Ether”. Wired. Arkiverad från originalet den 24 maj 2012. https://archive.is/20120524200525/http://www.wired.com/science/discoveries/news/2007/03/dayintech_0330.
4. ↑  Owen, R. (1842). "Report on British Fossil Reptiles." Part II. Report of the British Association for the Advancement of Science, Plymouth, England.
5. ↑  ”Vacuum & Sewing Hall of Fame”. Arkiverad från originalet den 12 december 2007. https://web.archive.org/web/20071212185533/http://www.vdta.com/hof-list.html. Läst 29 december 2007. See section "Contributors to the invention of the sewing machine".
6. ↑  ”Geological Society”. Arkiverad från originalet den 5 juni 2011. https://web.archive.org/web/20110605102217/http://www.geolsoc.org.uk/gsl/society/history/page750.html. Läst 13 april 2011.